# Маале-Амос
Маале-Амос — ультраортодоксальное израильское поселение в Иудейской пустыне, на Западном берегу реки Иордан, основанное в 1981 году. Поселение входит в местный совет Гуш-Эцион. Поселение находится на расстоянии около 20 километров к юго-востоку от Иерусалима, на высоте 725 метров над уровнем моря.

## Население
По данным Центрального статистического бюро Израиля, население на начало 2020 года составляло 663 человека.
Большинство из жителей, включая раввина, Зеева Вольфа Харлапа, являются иммигрантами из США и бывшего СССР. Они относятся в большинстве своём к ультраортодоксальному «литовскому» направлению иудаизма. В поселении имеются синагога, миква, детский сад, школа, поликлиника и промышленные помещения.